# Kazimierz Gądek
Kazimierz Gądek (ur. 24 marca 1929 w Brzezinach) – polski entomolog.

## Życiorys
Studiował na Uniwersytecie Jagiellońskim, studia ukończył w 1953 i uzyskał stopień magistra inżyniera, w 1964 obronił doktorat w Wyższej Szkole Rolniczej w Poznaniu, a w 1994 habilitował się i został docentem w Akademii Rolniczej w Krakowie. W latach 1953–1963 pracował w krakowskim oddziale Instytutu Badawczego Leśnictwa. Od 1970 do 1981 był wicedyrektorem Instytutu Ochrony Lasu, a następnie do 1994 kierował Zakładem Ochrony Lasu i Łowiectwa. Od 1981 do 1989 był prodziekanem Wydziału Leśnictwa Akademii Rolnictwa w Krakowie, w latach 1986-1989 wiceprezesem Zarządu Głównego Polskiego Towarzystwa Entomologicznego, od 1986 członek honorowy Stowarzyszenia Inżynierów i Techników Leśnictwa i Drzewnictwa.
Przedmiotem badań Kazimierza Gądka jest entomologia leśna, a szczególnie entomofauna i jej rola w procesie zamierania jodły w Polsce i Europie. Przedmiotem zainteresowania jest ochrona środowiska przyrodniczego, ochrona lasów górskich i terenów specjalnie chronionych.
Opracował metody prognozowania i oceny zagrożenia drzewostanów leśnych ze strony owadów i emisji przemysłowych. Jego dorobek naukowy obejmuje 86 prac z zakresu entomologii leśnej i ochrony lasu.

## Odznaczenia
- Złoty Krzyż Zasługi (1972).
- Krzyż Kawalerski Orderu Odrodzenia Polski (1977).
- Medal Komisji Edukacji Narodowe (1985).
- Odznaka honorowa „Za Zasługi dla Ochrony Środowiska i Gospodarki Wodnej”.
- Medal „Za Zasługi dla Rozwoju Polskiego Towarzystwa Entomologicznego” (1998).